# Hernán Aguirre
Hernán Ricardo Aguirre Calpa é um ciclista profissional colombiano, nasceu a 13 de dezembro de 1995 no município colombiano de Ipiales, (Nariño). Atualmente corre para a equipa japonêsa de categoria Continental a Interpro Cycling Academy.

## Palmarés
2018
- Volta ao Lago Qinghai, mais 2 etapas

## Resultados nas Grandes Voltas
Durante a sua carreira desportiva tem conseguido os seguintes postos nas Grandes Voltas:
| Carreira        | 2014 | 2015 | 2016 | 2017 | 2018 | 2019 |
| --------------- | ---- | ---- | ---- | ---- | ---- | ---- |
| Giro d'Italia   | -    | -    | -    | -    | -    | -    |
| Tour de France  | -    | -    | -    | -    | -    | -    |
| Volta a Espanha | -    | -    | -    | 37º  | -    | -    |

-: não participa 

Ab.: abandono

## Equipas
- Manzana Postobón Team (2014-2018)
- Interpro Cycling Academy (2019-)